# 香毒蛙
香毒蛙（学名：Aromobates nocturnus）是两栖纲无尾目香毒蛙科下的唯一物种，已濒临灭绝。该物种分布于委内瑞拉特鲁希略州（Estado Trujillo），为水栖蛙类，体长约6厘米。自1990年代初首次发现后人类再没有找到其踪迹。
原先香毒蛙被列为丛蛙科下的物种，但2006年后单列为独立的科。